# Циммерман, Вильгельм
Вильгельм Циммерман (нем. Wilhelm Zimmermann; 2 января 1807, Штутгарт — 22 сентября 1878, Бад-Мергентхайм) — историк и поэт, товарищ Д. Ф. Штрауса по Тюбингенскому университету.
Был пастором, затем представителем Гейдельбергской школы историков, профессором Политехнической школы в Штутгарте. Придерживался левых демократических убеждений, участвовал в революции 1848—1849 годов, присоединился к крайней левой фракции общегерманского парламента — Франкфуртского национального собрания. В 1850 г. лишён кафедры за свои политические убеждения; позже в 1854 стал вновь пастором.
Его главный труд — «Geschichte des grossen Bauernkriegs» (1840, 2 изд. 1856, 3-е 1891; есть русский перевод «История крестьянской войны в Германии»), который высоко оценивал Фридрих Энгельс. Кроме того, он напечатал: «Gesch. Würtembergs» (1835—37); «Die Befreiungskämpfe der Deutschen gegen Napoleon» (3 изд., 1859); «Geschichte der Hohenstaufen» (3 изд., 1865); «Die deutsche Revolution» (2-е изд., 1851): «Deutschlands Heldenkampf» (1870—71); «Illustrierte Geschichte d. Deutschen Volks» (1871—77), обработал 4-е изд. «Deutscher Geschichte» Wirth’a (1860—64) и издал сборник стихотворений («Gedichte», 3-е изд., 1854).

## Труды
- История крестьянской войны в Германии. По летописям и рассказам очевидцев. — Тома 1, 2. — М.: Соцэкгиз, 1937. — 390+434 c.